# فرودگاه محلی وست جورجیا
فرودگاه محلی وست جورجیا  (به انگلیسی: West Georgia Regional Airport) (به زبان بومی: O. V. Gray Field) یک فرودگاه همگانی باربری  است که یک باند فرود آسفالت دارد و طول باند آن ۱۶۷۷ متر است. این فرودگاه در  کشور ایالات متحده آمریکا قرار دارد و در ارتفاع ۳۵۴ متری از سطح دریا واقع شده است.